# Mal Whitfield
Malvin Groston (Mal) Whitfield (Bay City, 11 oktober 1924 – Washington, 18 november 2015) was een Amerikaanse atleet, die gespecialiseerd was in de 800 m. Hij werd tweemaal olympisch kampioen in deze discipline. In totaal nam hij tweemaal deel aan de Olympische Spelen en won hierbij vijf medailles.
In 1954 werd hij voor zijn prestaties onderscheiden met de James E. Sullivan Award.

## Titels
- Olympisch kampioen 800 m - 1948, 1952
- Olympisch kampioen 4 x 400 m - 1948
- Amerikaans kampioen 400 m - 1952
- Amerikaans kampioen 800 m - 1949, 1950, 1951, 1953, 1954
- Amerikaans indoorkampioen 600 yd - 1953
- Amerikaans indoorkampioen 1000 yd - 1954
- NCAA-kampioen 800 m - 1948, 1949

## Onderscheidingen
- James E. Sullivan Award - 1954

## Persoonlijke records
| Onderdeel   | Prestatie | Datum            | Plaats     |
| ----------- | --------- | ---------------- | ---------- |
| 400 m       | 45,9      | 16 augustus 1953 | Eskilstuna |
| 800 m       | 1.47,9    | 17 juli 1953     | Turku      |
| 1 Eng. mijl | 4.12,6    | 1954             |            |

## Palmares

### 400 m
- 1948:  OS - 46,9 s
- 1951:  Pan-Amerikaanse Spelen - 47,8 s
- 1952: 6e OS - 47,1 s

### 800 m
- 1948:  OS - 1.49,2
- 1951:  Pan-Amerikaanse Spelen - 1.53,2
- 1952:  OS - 1.49,2

### 4 x 400 m
- 1948:  OS - 3.10,4
- 1951:  Pan-Amerikaanse Spelen - 3.09,9
- 1952:  OS - 3.11,5

1912: Sheppard, Lindberg, Meredith, Reidpath ·
1920: Griffiths, Lindsay, Ainsworth-Davis, Butler ·
1924: Cochran, Helffrich, MacDonald, Stevenson ·
1928: Baird, Alderman, Spencer, Barbuti ·
1932: Fuqua, Ablowich, Warner, Carr ·
1936: Wolff, Rampling, Roberts, Brown ·
1948: Harnden, Bourland, Cochran, Whitfield ·
1952: Wint, Laing, McKenley, Rhoden ·
1956: Jenkins, Jones, Mashburn, Courtney ·
1960: Yerman, Young, G. Davis, O. Davis ·
1964: Cassell, Larrabee, Williams, Carr ·
1968: Matthews, Freeman, James, Evans ·
1972: Asati, Nyamau, Ouko, Sang ·
1976: Frazier, Brown, Newhouse, Parks ·
1980: Valiulis, Linge, Tsjernetski, Markin ·
1984: Nix, Armstead, Babers, McKay ·
1988: Everett, Lewis, Robinzine, Reynolds ·
1992: Valmon, Watts, Johnson, Lewis ·
1996: Harrison, Smith, Mills, Maybank ·
2000: Bada, Chukwu, Monye, Udo-Obong  ·
2004: Harris, Brew, Wariner, Williamson ·
2008: Merritt, Taylor, Neville, Wariner ·
2012: Brown, Pinder, Mathieu, Miller ·
2016: Hall, McQuay, Roberts, Merritt ·
2020: Cherry, Norman, Deadmon, Benjamin ·
2024: Bailey, Norwood, Deadmon, Benjamin
1896: Teddy Flack ·
1900: Alfred Tysoe ·
1904: Jim Lightbody ·
1908: Mel Sheppard ·
1912: Ted Meredith ·
1920: Albert Hill ·
1924: Douglas Lowe ·
1928: Douglas Lowe ·
1932: Tommy Hampson ·
1936: John Woodruff ·
1948: Mal Whitfield ·
1952: Mal Whitfield ·
1956: Tom Courtney ·
1960: Peter Snell ·
1964: Peter Snell ·
1968: Ralph Doubell ·
1972: Dave Wottle ·
1976: Alberto Juantorena ·
1980: Steve Ovett ·
1984: Joaquim Cruz ·
1988: Paul Ereng ·
1992: William Tanui ·
1996: Vebjørn Rodal ·
2000: Nils Schumann ·
2004: Joeri Borzakovski ·
2008: Wilfred Bungei ·
2012: David Rudisha ·
2016: David Rudisha ·
2020: Emmanuel Korir ·
2024: Emmanuel Wanyonyi
- Gemeinsame Normdatei: 1089875932
- World Athletics: 14354101
- International Standard Name Identifier: 0000 0000 3368 7081
- Library of Congress Control Number: n96030827
- SNAC: w6v201k9
- Virtual International Authority File: 50950616
- WorldCat: E39PBJkHhVGGqgcBtmH3cdDjG3